# Market Drayton
Market Drayton ist eine Minderstadt im Vereinigten Königreich. Sie liegt im nördlichen Shropshire in England, nahe der walisischen Grenze, sowohl am Shropshire-Union-Kanal als auch am River Tern, zwischen Shrewsbury und Stoke-on-Trent. Bis 1868 war das Städtchen als  "Drayton in Hales" bekannt, davor (ca. 1695) auch einfach als "Drayton". Im Ort befindet sich Joule’s Brewery, die bis 1854 James Prescott Joule und seiner Familie gehörte.
Fünf Kilometer südwestlich von Market Drayton befindet sich der Militärflugplatz RAF Ternhill.

## Persönlichkeiten
- Tony James (* 1953), Musiker
- Peter Bebb, Spezialeffektkünstler